# Aldo Lado
Aldo Lado (* 5. Dezember 1934 in Fiume, heute Kroatien; † 25. November 2023) war ein italienischer Filmregisseur, Drehbuchautor und Filmproduzent.

## Leben
Lado arbeitete von 1962 bis 1971 als Regieassistent, unter anderen für Anatole Litvak, Bernardo Bertolucci und Maurizio Lucidi. Sein Regiedebüt feierte er mit dem in Prag gedrehten Thriller Malastrana; auch der folgende Giallo The Child beeindruckte durch sorgfältige Dekors und gehobene Produktionsstandards. Sein 1975 entstandener Night Train setzte neue Maßstäbe in der Gewaltdarstellung. Mit Anbruch der 1980er Jahre arbeitete Lado auch verstärkt für das Fernsehen, so bei der 26-teiligen Abenteuerserie La pietra di Marco Polo. Ein Pseudonym Lados war das für den Science-Fiction-Film Kampf um die 5. Galaxis verwendete George B. Lewis. Zuletzt trat er als Drehbuchautor und Regisseur 2013 mit Il Notturno di Chopin in Erscheinung.
Er starb im November 2023 kurz vor seinem 89. Geburtstag.

## Filmografie (Auswahl)
Regie
- 1971: Malastrana (La corta notte delle bambole di vetro)
- 1972: The Child – Die Stadt wird zum Alptraum (Chi l’ha vista morire?)
- 1972: La cosa buffa
- 1973: Sepolta viva
- 1974: La cugina
- 1975: Night Train – Der letzte Zug in die Nacht (L’ultimo treno della notte)
- 1976: Action Winners (L’ultima volta)
- 1979: Delitto in via Teulada (Fernsehfilm)
- 1979: Kampf um die 5. Galaxis (L’umanoide)
- 1981: Der Ungehorsam (La disubbidienza)
- 1982: Der Stein des Marco Polo (La pietra di Marco Polo) (Fernsehserie)
- 1986: I figli dell’ispettore (Fernsehfilm)
- 1987: Scirocco (Scirocco)
- 1989: Rito d’amore
- 1991: La stella nel parco
- 1992: Wendekreis der Angst (Alibi perfetto)
- 1993: Venerdì nero
- 1994: Der blutige Weg zur Macht (La chance)
- 2013: Il Notturno di Chopin

Drehbuch
- 1968: Die Stunde der Aasgeier (Carogne si nasce)
- 1971: Der Todesengel (La vittima designata)
- 1980: Der Tag der Kobra (Il giorno del cobra)
- 2013: Il Notturno di Chopin